# Gaëtan Bussmann
Gaëtan Bussmann (* 2. Februar 1991 in Épinal, Lothringen) ist ein französischer Fußballspieler.

## Karriere

### Verein
Bussmann begann im Oktober 1997 in seiner Geburtsstadt in der Jugendmannschaft des SAS Épinal mit dem Fußballspielen. Im Juni 2004 wechselte er in die Nachwuchsakademie (Centre de formation) des FC Metz. Er gewann 2010 mit dessen U-19-Mannschaft den französischen Nachwuchspokalwettbewerb, die Coupe Gambardella.
Am 4. Juni 2010 unterzeichnete der Außenverteidiger seinen ersten Profivertrag beim in der Ligue 2 spielenden Klub, der bis Juni 2015 datiert war. Er spielte in seiner ersten Saison in zwölf Partien, dabei viermal über 90 Minuten. In der Coupe de France kam er bis zum Ausscheiden im Achtelfinale in allen drei Spielen seiner Mannschaft zum Einsatz. In der Hinrunde der Saison 2011/12 machte er wegen einiger Verletzungen nur zwei Spiele.
Am 2. Januar 2012 kehrte er leihweise für fünf Monate zu seinem in der dritten Liga spielenden ehemaligen Verein SAS Épinal zurück und sammelte dort Spielpraxis. Zur Saison 2012/13 ging er wieder zum FC Metz, der kurz zuvor in die dritte Liga abgestiegen war, und etablierte sich als Stammspieler. Im Ligapokalwettbewerb kam er zu drei Einsätzen – allesamt über 90 Minuten – und steuerte in den ersten beiden Partien jeweils ein Tor bei. Die Metzer, die in der dritten Runde gegen den SC Bastia ausgeschieden waren, scheiterten im nationalen Pokalwettbewerb in der ersten Runde am OGC Nizza; Bussmann spielte in dieser Partie ebenfalls durch. Am Saisonende stieg er mit dem FC Metz direkt wieder in die zweite Liga auf. In der Folgesaison erzielte er am 2. August 2013 am ersten Spieltag im Spiel gegen Stade Laval mit dem 1:0-Siegtreffer sein erstes Tor im Profifußball. Bussmann etablierte sich in der französischen Zweitklassigkeit; er hatte 36 Einsätze und steuerte vier Treffer bei. Der FC Metz stieg am Ende der Spielzeit in die Ligue 1 auf. Bussmann galt als einer der Leistungsträger in der Aufstiegssaison. Der FC Metz beendete die Zweitligasaison mit den wenigsten Gegentreffern. Der FC Metz stieg direkt wieder ab; der Klub nahm 61 Gegentore hin. Bussmann hatte in 31 Einsätzen zwei Tore erzielt.
Ende August 2015 wechselte Bussmann in die deutsche Bundesliga zum 1. FSV Mainz 05. Er unterschrieb einen Zweijahresvertrag, der eine Option auf Verlängerung beinhaltete. Sein Bundesligadebüt gab er am 23. Januar 2016 bei der 0:1-Niederlage im Auswärtsspiel gegen den FC Ingolstadt. Sein einziges Bundesligator erzielte er am 12. Februar 2016 (21. Spieltag) beim 2:1-Sieg im Heimspiel gegen den FC Schalke 04 mit dem Treffer zum 1:0 in der 33. Minute.
Nachdem er in der Hinrunde der Saison 2017/18 verletzungsbedingt bei Mainz 05 nicht zum Einsatz gekommen war, schloss er sich Ende Januar 2018 bis zum Saisonende auf Leihbasis dem Bundesligakonkurrenten SC Freiburg an. Er machte lediglich ein Spiel für dessen zweite Mannschaft in der Regionalliga. Zur Saison 2018/19 kehrte er zu Mainz 05 zurück, absolvierte aber nur ein Spiel für die Profis und drei Einsätze für die zweite Mannschaft. Mit Auslaufen seines Vertrags verließ Bussmann den Verein nach Saisonende.
Am 10. September 2019 schloss er sich bis Saisonende dem französischen Zweitligisten EA Guingamp an. Dort kam er zunächst zweimal in der Réserve Pro in der National 2 zum Einsatz und absolvierte schließlich acht Spiele für die Zweitligamannschaft, bis die Saison wegen der COVID-19-Pandemie Ende April 2020 abgebrochen wurde. EA Guingamp belegte am Saisonende den achten Platz. Am 1. August 2020 kehrte Bussmann nach Deutschland zurück und schloss sich dem Zweitligisten FC Erzgebirge Aue an, bei dem er einen bis 2022 laufenden Vertrag unterschrieb.
Nach Ablauf des Vertrags in Aue wechselte Bussmann im Juli 2022 für zwei Jahre zurück nach Frankreich zum Drittligisten AS Nancy.

### Nationalmannschaft
Von 2009 bis 2011 absolvierte Bussmann insgesamt 12 Partien für diverse französische Jugendnationalmannschaften. Mit der U-19-Auswahl gewann er 2010 die Europameisterschaft im eigenen Land. Der Außenverteidiger kam dabei zu einem Einsatz in der Gruppenphase gegen England (1:1). Im Frühjahr 2011 wurde Bussmann dann in den Kader der U-20-Nationalmannschaft berufen, für die er drei Testspiele bestritt.

## Erfolge
- Coupe Gambardella: 2010
- U-19 Europameister: 2010

## Spielweise
In der Aufstiegssaison des FC Metz 2013/14 traf Bussmann regelmäßig nach Eckbällen per Kopfball. Es werden auch seine Schnelligkeit und seine Dribbelaktionen auf den Außenbahnen hervorgehoben. Er gilt als dynamisch, flexibel und harter Arbeiter. Bussmann selbst vergleicht seine Spielweise mit der von Gareth Bale.

## Sonstiges
Bussmann und seine Frau sind seit Januar 2018 Eltern eines Kindes.